# Labastide-sur-Bésorgues
Labastide-sur-Bésorgues là một xã ở tỉnh Ardèche, vùng Auvergne-Rhône-Alpes ở đông nam nước Pháp.